# Egina

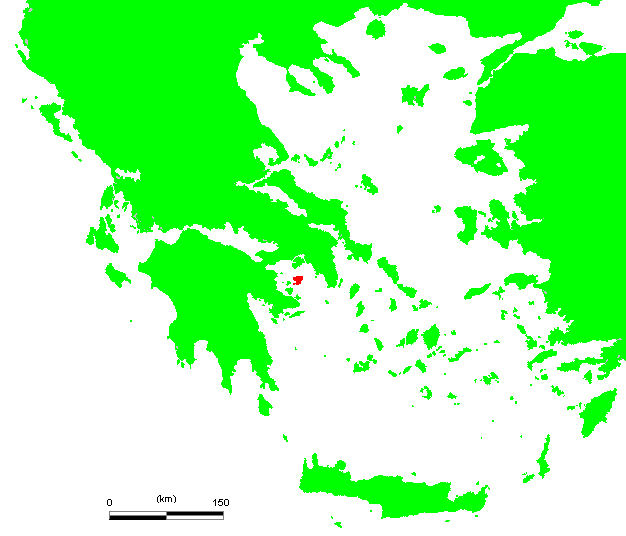
Eginas läge i Grekland

Egina, också kallad Aegina eller Aigina, är en ö i Grekland, strax utanför Aten. Ön ligger i kommunen Dimos Aegina.
Egina är beläget cirka 25 kilometer utanför Aten och är en bergig ö på cirka 77 km². Huvudorten kallas för Egina stad och ligger på öns västra kust och den har under de senaste åren fått en allt större hamn och blivit ett omtyckt turistmål - inte minst av atenarna själva. Invånarantalet är cirka 12 000 och de flesta bor i huvudorten. Egina är främst känd för sin odling av pistaschnötter, och pistasch från Egina anses vara den bästa i hela Grekland. Det är också möjligt att filosofen Platon föddes på ön.
På öns nordöstra sida ovanför den lilla staden Agia Marina ligger Afaiatemplet som är ett av de största och bäst bevarade templen från sin tid. Det är också till Agia Marina som de flesta turister kommer, då det är här som de flesta hotell och de bästa stränderna ligger. Lättast och snabbast tar man sig till Egina från Pireus med bärplansbåt, en resa på cirka 40 minuter.

## Bilder

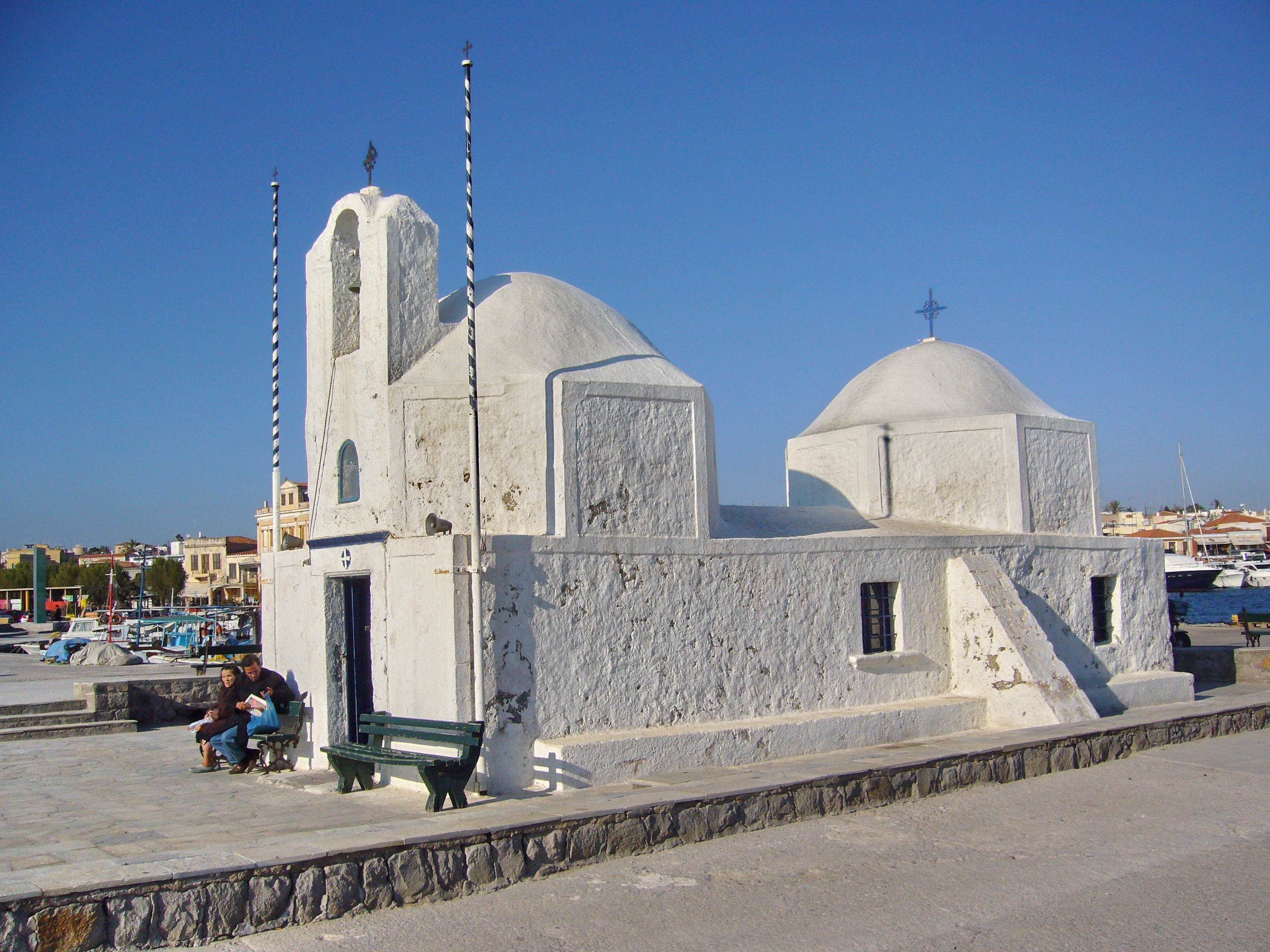
Sankt Nikolai kapell på Egina.
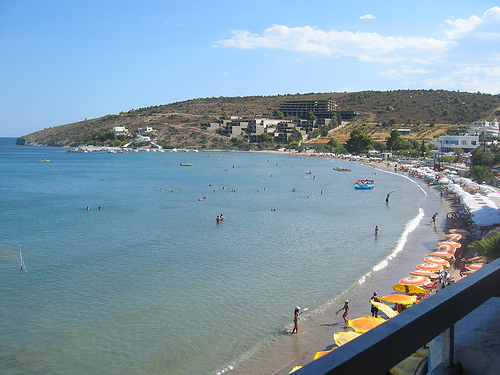
Strand på Egina.